# Caaporã
Caaporã is een gemeente in de Braziliaanse deelstaat Paraíba. De gemeente telt 21.872 inwoners (schatting 2017).

## Aangrenzende gemeenten
De gemeente grenst aan Alhandra, Pedras de Fogo, Pitimbu en Goiana (PE).